# 蜂屋可広
蜂屋 可広（はちや よしひろ）は、江戸時代初期の武士。陸奥国仙台藩士。伊達騒動（寛文事件）で著名。

## 生涯
慶長19年（1614年）、仙台藩士・蜂屋可長の子として柴田郡沼田（現：村田町）にて生まれる。幼名は国太郎。
父の可長は元江戸幕府旗本だったが、逐電して仙台藩主伊達政宗に仕え、200石を与えられた。可広の代に400石に加増され、聞役（他藩の江戸留守居に相当する役職）を勤めた。
寛文11年（1671年）に仙台藩一門の伊達宗重が江戸に上って、幼少の藩主伊達綱村の後見人伊達宗勝とその一派の専横を江戸幕府に訴訟する事件が起こる。同年3月27日（1671年5月6日）に酒井忠清邸宅において2回目の訴訟に対する審理が行われたが、その最中に控え室にて宗勝派の奉行（他藩の家老に相当する職）原田宗輔が宗重を斬殺し、老中らが審問中の部屋に抜刀のまま突入しようとしたために奉行柴田朝意が阻止の為に応戦する。役職上、忠清邸にいた可広も柴田とともに原田と斬り合ったが、酒井忠清家臣に誤って斬られ｢右肩八寸ばかり切られ、肩すでに離れる｣ほどの重傷を負って死亡した。享年58。
家督は長男・可盛が相続した。二男の可敬（惺斎）は小姓組などを務め、学者として知られる。